# Comuna Gornji Kneginec, Varaždin
Gornji Kneginec este o comună în cantonul Varaždin, Croația, având o populație de 5.349 de locuitori (2011).

## Demografie
Componența etnică a comunei Gornji Kneginec
     Croați (98,56%)
     Necunoscut (0,11%)
     Neclasificat (0,97%)
Componența confesională a comunei Gornji Kneginec
     Catolici (94,3%)
     Fără religie și atei (1,98%)
     Necunoscută (1,7%)
     Alte religii (2,02%)
Conform recensământului din 2011, comuna Gornji Kneginec avea 5.349 de locuitori. Din punct de vedere etnic, majoritatea locuitorilor (98,56%) erau croați. Apartenența etnică nu este cunoscută în cazul a 0,11% din locuitori. Din punct de vedere confesional, majoritatea locuitorilor (94,3%) erau catolici, cu o minoritate de persoane fără religie și atei (1,98%). Pentru 1,7% din locuitori nu este cunoscută apartenența confesională.